# Kevin Kuhn (Schriftsteller)

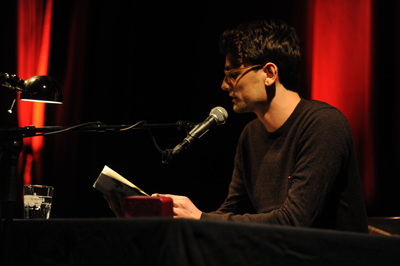
Kevin Kuhn bei einer Lesung auf der HAM.LIT 2013

Kevin Kuhn (* 23. Dezember 1981 in Göttingen) ist ein deutscher Schriftsteller und Literaturwissenschaftler.

## Leben
Kuhn wuchs in Ulm auf. Nach dem Abitur an der Freien Waldorfschule am Illerblick studierte Kuhn Philosophie, Kunstgeschichte und Religionswissenschaft an der Universität Tübingen, sowie Kreatives Schreiben und Kulturjournalismus in Hildesheim. Von 2010 bis 2019 war er Wissenschaftlicher Mitarbeiter am Institut für literarisches Schreiben und Literaturwissenschaft der Universität Hildesheim, wo er Seminare über literarische Plots oder Dystopische Literatur abhielt. Neben Veröffentlichungen in Literaturzeitschriften (beispielsweise BELLA triste) und Anthologien kollaboriert er mit Designern und Künstlern.
2012 veröffentlichte er seinen Debütroman Hikikomori, in dem es um einen Jugendlichen geht, der sich in sein Zimmer zurückzieht und nur noch über das Internet kommuniziert. Der Roman wurde von Literaturkritikern positiv aufgenommen. Nils Minkmar bezeichnete den Roman in der FAZ als „ein scharfsichtiges Buch. Große Kunst.“ Der Roman wurde 2017 im Eksmo Verlag in Russland veröffentlicht. Seit 2020 ist Hikikomori Abitur-Schwerpunktthema ("Leben in digitalen Welten") im Land Bremen.
2017 erschien sein zweiter Roman Liv, ein Bildungsroman, der zwei Erzählstränge miteinander verbindet. In diesem Doppelroman geht es um die junge internetaffine Israelin Liv und um Franz, der im Berlin der zwanziger Jahre lebt. Der Hauptstrang folgt der jungen Liv, die sich auf Weltreise begibt, um dem Militärdienst zu entgehen. Sie ist eine digital native, ortsungebunden und via Smartphone mit ihren Freunden und Verwandten immer verbunden. Auf ihrer Reise erhöht sie stetig die Zahl ihrer Follower, bis sie ihre Selbstentblößung via Livestream übertreibt und zur Gejagten wird. Parallel dazu wird die Geschichte von Franz erzählt, einem jungen Mann, der im Berlin der Roaring Twenties lebt und mit seiner Leica das glitzernde Nachtleben festhält.
2019 promovierte Kuhn an der Universität Hildesheim mit einer Arbeit über ästhetische Romanentwürfe und Schreibprozesse. 2020 erschien das Buch Die Ästhetik des Romanentwurfs in der Reihe Zur Genealogie des Schreibens im Wilhelm Fink Verlag. Anhand von Heinrich Böll und Sylvia Plath wird etwa beleuchtet, wie derartige Entwürfe im Grenzbereich von Bild und Schrift den dynamischen Aufbau einer Romanbühne und das Aufeinanderstoßen der Figuren ermöglichen.
Nach Stationen in Mexiko-Stadt, Berlin und Wellington lebt der Autor nun in Pully in der Schweiz.

## Auszeichnungen
- 2010: Stipendium der Schreibwerkstatt des Literaturhauses München
- 2012: Gargonza Arts Award
- 2012: Aufnahme in die Liste „20 unter 40“ der FAZ (Kanon der besten 20 deutschsprachigen Autoren unter 40)
- 2013: Aufenthaltsstipendium in der Villa Decius, Krakau
- 2015 Jahresstipendium des Landes Niedersachsen
- 2018 Stipendium der Kunststiftung Baden-Württemberg
- 2018–19 Promotionsabschlussstipendium der Universität Hildesheim
- 2021 Sonderstipendien der Akademie der Künste (Berlin)

## Werke

### Romane
- Hikikomori. Berlin Verlag, Berlin 2012, ISBN 978-3-8270-1116-9.
- Liv. Berlin Verlag, Berlin 2017, ISBN 978-3-8270-1272-2.

### Monografie
- Die Ästhetik des Romanentwurfs (Zur Genealogie des Schreibens, Bd. 26). Wilhelm Fink Verlag, Paderborn, Leiden, Boston, Singapore 2020, ISBN 978-3-7705-6537-5.

### Weitere Beiträge (Auswahl)
- Und keine Gladiolen. In: entwürfe. 2009.
- Susanne Mangold. In: DUM. 2009.
- Ohne Exciter, ohne Distortion. In: Landpartie ZwanzigZehn. Edition Pæchterhaus 2010, ISBN 978-3-941392-13-7.
- Facebook. Oder: Vom Forum fensterloser Monaden. In: Statusmeldungen. Schreiben in Facebook. Blumenkamp Verlag, 2010, ISBN 978-3-9810685-9-7.
- Gregor Hikikomori (Auszug). In: BELLA triste. 2010.
- Die Fähre. In: ]trash[pool. 2011.
- Escape. Oder: Vom neuen Leben. In: Revue – Magazine for the Next Society. 2013, ISBN 978-3-9815508-1-8.
- Schreiben. Oder: Von der liberalen Ironikerin. In: allmende – Zeitschrift für Literatur. 2013, ISBN 978-3-88190-739-2.
- Das Können weicht dem Fleisch. Egbert Baqué Contemporary Art, 2014, mit Nell May. ISBN 978-3-00-044703-7.
- Eine Ladung Schaffelle. In: Die Ideale Lesung, hg. v. Klaus Siblewski und Hanns-Josef Ortheil, Dieterich’sche Verlagsbuchhandlung, 2017, ISBN 978-3871620928.
- Xola. In: Kursbuch, Nr. 190 (Stadt.Ansichten.), 2017, ISBN 978-3-946514435.
- 190103. In: Institutsprosa. Zwanzig Jahre Schreibschule Hildesheim, Georg Olms Verlag, 2019, ISBN 978-3-487-15778-8.